# Nowmīrī
Nowmīrī (persiska: نومیری) är en ort i Iran.   Den ligger i provinsen Khorasan, i den nordöstra delen av landet, 600 km öster om huvudstaden Teheran. Nowmīrī ligger 1 536 meter över havet och antalet invånare är 264.
Terrängen runt Nowmīrī är kuperad västerut, men österut är den platt.Runt Nowmīrī är det ganska tätbefolkat, med 56 invånare per kvadratkilometer. Närmaste större samhälle är Solţān Meydān, 4,4 km sydost om Nowmīrī. Trakten runt Nowmīrī består i huvudsak av gräsmarker.